# Los Cedritos, Michoacán de Ocampo
Los Cedritos är en ort i Mexiko.   Den ligger i kommunen Hidalgo och delstaten Michoacán de Ocampo, i den södra delen av landet, 160 km väster om huvudstaden Mexico City. Los Cedritos ligger 2 720 meter över havet och antalet invånare är 201.
Terrängen runt Los Cedritos är huvudsakligen kuperad. Los Cedritos ligger uppe på en höjd. Runt Los Cedritos är det ganska tätbefolkat, med 90 invånare per kvadratkilometer. Närmaste större samhälle är Ciudad Hidalgo, 17,9 km nordost om Los Cedritos. I omgivningarna runt Los Cedritos växer huvudsakligen savannskog.